# Publishers Weekly
Publishers Weekly, även känd som PW, är en amerikansk tidskrift för utgivare, bibliotekarier, bokförsäljare och litteraturagenter som utkommer veckovis. Den har givits ut sedan 1872 och utkommer med 51 tidningar per år. Tyngden ligger idag främst på bokrecensioner.

## Bakgrund
Tidskriften grundades av bibliografen Frederick Leypoldt under 1860-talets senare år, och hade olika namn innan Leypoldt till slut bestämde sig för namnet The Publishers' Weekly (med en apostrof) 1872. Den var då en sammanställning av information om nyligen utkomna böcker som samlats in från utgivare och andra källor av Leypoldt, främst riktat till bokförsäljare. 1876 lästes tidskriften av nio tiondelar av USA:s bokförsäljare. 1878 sålde Leypoldt The Publishers Weekly till sin vän Richard Rogers Bowker för att kunna frigöra tid för sina andra bibliografiska företaganden. Slutligen breddade den sig till att även innehålla artiklar och reportage.
1912 började tidskriften publicera bästsäljarlistor enligt det mönster som The Bookman började med i New York 1895. 1917 åtskildes listorna för fiktion och facklitteratur, på grund av första världskriget och det ökade intresse för facklitteratur som det innebar. Under stora delar av 1900-talet utvecklades och styrdes tidningen av Frederic Gershom Melcher, redaktör och medredaktör, samt ordförande för tidskriftens utgivare, R.R. Bowker, i över fyra årtionden. Bland annat gjorde han plats i tidskriften för barn- och ungdomslitteratur.
1943 skapade Publishers Weekly Carey-Thomas Award för kreativt utgivande, namndöpt i Mathew Careys och Isaiah Thomas ära.